# Universal Powerline Association
Universal Powerline Association（UPA）はスペインのDS2（Design of Systems on Silicon・PLCコントローラを作っている）が中心となって設立した電力線搬送通信に関する団体のこと。また、そこで制定された電力線搬送通信の規格をUPA方式と呼ぶ。

## 日本でUPA方式のPLC製品を発売している企業
- バッファロー
- ネットギア
- ロジテック
- 住友電工（PLCを応用した同軸モデムを販売）

## UPAにメンバー登録している企業
出典：
- Acbel Polytech Inc.
- Ambient Corporation
- Analog Devices, Inc.（アナログ・デバイセズ）
- ARTECHE
- Bel Fuse Inc.
- BUFFALO（バッファロー）
- COMTREND CORPORATION
- Corinex Communications Corp.
- D-Link Corporation（Dリンク）
- DS2
- Freedom Digital Networks
- Gridcom（China Gridcom Co., Ltd）
- KERI（Korea Electrotechnology Research Institute）
- LS Cable
- Logitec Corp.（ロジテック）
- NETGEAR, Inc.（ネットギア）
- PCN Technology, Inc.
- Pirelli & C S.p.A.（ピレリ）
- pmi
- Toyo Networks & System Integration Co.,Ltd（ネッツエスアイ東洋株式会社）
- Toshiba Electronics Europe（東芝ヨーロッパグループの企業）
- TOWADA Well DESIGM（株式会社トワダ・ウェルデザイン）
- Watteco

なお、リストには掲載されていないが、伊藤忠商事もUPA設立に参画している。